# 陳紹馨
陳紹馨（1906年6月14日—1966年11月16日），新北市汐止人，日名山中彰二，外文拼音Chen Shao-Hsing，臺羅拼音Tân Siāu-Hing。日本東北帝國大學法文學部畢業，日本關西學院大學社會學博士，為臺灣第一位社會學博士，致力於臺灣社會學、人類學及人口學研究，曾赴美國普林斯頓大學從事人口研究，為國際知名人類學家及社會學家。

## 生平
1906年6月14日出生於臺北汐止，其父陳定國為地方仕紳，職首任汐止街長、信用組合理事長、臺北州協議員，戰後職首任臺北縣參議會議長等。1919年畢業於汐止公學校，入學臺灣總督府商業專門學校設在臺南之分校「臺南商業專門學校」就讀。1926年參與「臺灣文化協會」主辦第三次講習會，主持「星宿講話」，為其中最年輕講師。1927年入學日本大學預科，曾為留日青年所舉辦的刊物《新生》撰稿。
1929年入學日本東北大學法文學部社會學科，專攻法學與經濟學，並拜新明正道門下攻讀社會學，修習修正馬克思主義和共產主義等社會思想史，其思想深受馬克思及韋伯之影響。1932年畢業，因成績優異留任助教，1936年返臺協助父親於高雄縣大樹鄉經營農場。1941年與黃得時及金關丈夫等日人創辦《民俗臺灣》，雖遭日府阻撓，仍至1945年1月才停刊，共發行四十三期，其文章闡述民俗研究之意義與方法，影響民俗學深遠。1942年應岡田謙之聘以「囑託」（特約約聘人員）任職臺北帝國大學土俗人種室，續專研社會學。戰後與林茂生、黃得時等協同接收臺北帝國大學文政學部和預科，並受聘為臺大文學院教授，在歷史系主持歷史學、民族學及社會學研究，為民俗學研究室的負責人，並主持「南方文化研究會」。
1946年擔任臺灣文化協進會理事兼研究組主任，創刊《臺灣文化》。1949年率隊赴臺中縣仁愛鄉瑞岩泰雅族人類學調查，同行參有李濟、董作賓、芮逸夫等，調查報告翌年出版，為臺灣大學考古人類學系成系之先聲。1952年以聯合國學員身份赴美加研究社會調查。1957年以《臺灣的社會變遷與人口變遷》取得日本關西大學博士學位。1959 年赴美普林斯頓大學人口研究所。1961年與龍冠海、楊懋春、郝繼隆、衛惠林等學者創立臺灣大學社會系，下轄法學院，所開設的課程包括：社會學、人口學、民俗學、人口問題、人文區位學、社會調查、社會研究法、都市社會學、現代社會學說、中國社會制度研究等。隔年擔任臺北市文獻會委員、臺灣省文獻會委員，主修《臺灣省通志─人口篇》〉，並提出修志方法論。
1965年以英文發表「中國社會文化變遷研究的實驗室—臺灣」，對日後臺灣研究有極大影響。隔年擔任行政院戶口普查處指導委員，並受美哥倫比亞大學聘為客座教授，然因病無法前往；同年 7 月 20 日抱病為數十位美學者講說「臺灣的人口與社會變遷」，為最後一次公開演講，11月16日因癌去世。

## 理論與主張
陳紹馨早年負笈日本專攻法學與經濟學，師承新明正道並為之得力助手，陳紹馨專研社會學理論的哲學基礎，也因此奠定日後深扎臺灣社會學、民俗學、人類學研究的在地化，並主張「沒有理論就不能做實地研究，但理論僅是工具，其功用在幫助說明所要研究的問題而已。」

### 佛格森及黑格爾的市民社會論
陳紹馨受師新明正道影響，早年研究亦偏重社會學理論之哲學基礎以及知識社會學等，曾發表〈アダム・ファーグスンの市民社会論〉（福格森的市民社會論）、〈ヘーゲルにおける市民社会論の成立〉(黑格爾的市民社會論)等文從社會思想史紹介福格森、黑格爾等哲人的市民社會論，說明不同哲人筆下的社會型態演進中「國家」、「市民社會」的概念史。

### 中國社會文化變遷研究的實驗室
陳紹馨戰後因時事氛圍多從事人口等社會學實證研究，然 1966 年所發表的〈Taiwan as a Laboratory for the Study of Chinese Society and Culture（中國社會文化研究的實驗室：臺灣）〉則是少數且重要的社會學理論的研究；陳主張臺灣做為「中國社會文化變遷研究的實驗室」，一方面將臺灣做為藉此研究中國社會的媒介載體，一方面也暗示臺灣自身的特殊歷史文化有其個殊的主體性。

## 著作
列表為陳紹馨著作：

### 學位論文
- 1957《臺灣的社會變遷與人口變遷》。日本：關西大學社會學博士論文。

### 著書
- 1954《臺灣之城市與工業》（與Arthur F. Raper雷柏爾、全漢昇合著）。臺北：國立臺灣大學。
- 1965《臺北市古亭區之區位結構、人口與家庭》。臺北：國立臺灣大學社會學系。
- 1968《臺灣人口之姓氏分佈》（與傅瑞德合著）。臺北：國立臺灣大學法學院社會學系。
- 1979《臺灣的人口變遷與社會變遷》。臺北：聯經。
- 1979《二十世紀以來臺灣人口變遷與社會變遷》。臺北：聯經。

### 篇章論文
- 1927〈科學と人生觀の關係に對する一考察〉，《新生（文集）》，卷1，頁17-28。
- 1933 〈スチルナァのイデオロギー論〉，收錄於新明正道編《イデオロギーの系譜学》，東京：大畑書店，頁 234-292。
- 1933 〈ニイチェのイデオロギー論〉，收錄於新明正道編《イデオロギーの系譜学》，東京：大畑書店，頁 293-342。
- 1934〈社會槪念の發展並びにその理論構成の推移〉，收錄於日本社会学会編《社会学 : 日本社会学会年報》，第1輯，東京：岩波書店，頁206-211。
- 1934〈斷想錄〉，《臺灣文藝》，卷2號1（2月號），頁97-98（臺中：臺灣文藝聯盟，昭和9年12月18日，署名潁川生）。
- 1935〈社會學の槪念について〉，收錄於日本社会学会編《社会学 : 日本社会学会年報》，第2輯，東京：岩波書店，頁 314-315。
- 1935〈ジンメルの知識社會學〉，《現代知識社会学論》（新明正道 編）。東京：巌松堂書店，頁 3-44。
- 1935〈アダム・ファーグスンの市民社会論〉，《文化》，卷2期8，頁41-70。
- 1935〈日本社会学におけるドイツ的なるもの〉，收錄於日本社会学会號編《社会学評論》，第 4 號，頁 18-29。
- 1935〈隨筆ある生活觀〉，《臺灣文藝》，卷2號2（2月號），頁21-23（臺中：臺灣文藝聯盟，昭和10年2月1日，署名潁川生）。
- 1935〈西洋古文献に現はれたる臺灣〉，《臺灣文藝》，卷2號3（3月號），頁51-61（臺中：臺灣文藝聯盟，昭和10年3月5日 [原刊目錄署「潁川生」，正文署「陳紹馨」]。
- 1936〈フアーグスンの社會理論〉，收錄於日本社会学会編《社会学 : 日本社会学会年報》，第2輯，東京：岩波書店，頁 162-164。
- 1936〈ヘーゲルにおける市民社会論の成立〉（上），《文化》，卷3號4，頁15-41。
- 1936〈ヘーゲルにおける市民社会論の成立〉（下），《文化》，卷3號6，頁21-25。
- 1936〈性格の魅力〉，《臺灣文藝》，卷3號2（2月號），頁27-31（臺中：臺灣文藝聯盟，昭和11年1月18日） 。
- 1937〈市民社会について〉，《社会學年報》第四輯，頁 258-287。
- 1941〈小説「陳夫人」に現れたる臺灣民俗〉，《民俗臺灣》，卷1號1，頁4-9 [總第1號，昭和16年7月10日，以日文發表]。
- 1941〈南方に關する俚諺〉，《民俗臺灣》，卷4期11，頁12-14。
- 1941〈殺人可恕情理難容〉，《臺灣文學》，卷1號2，頁16-17 [總第2號，昭和16年9月1日，以日文發表]。
- 1941〈シヤルル・バイイ[Charles Bally]著、小林英夫譯「言語活動と生活」[書評]〉，《民俗臺灣》，卷1號5，頁38 [總第5號，昭和16年11月5日，以日文發表]。
- 1942〈本島人の團結心〉，《社會事業の友》，號158，頁24-27 [昭和17年1月1日，以日文發表]。
- 1942〈俚諺に關する覺書〉，《民俗臺灣》，卷2號8，頁2-4 [總第14號，昭和17年8月5日，以日文發表]。
- 1942〈富田芳郎氏著「臺灣街の研究」[書評]〉，《民俗臺灣》，卷2號11，頁38-39 [總第17號，昭和17年11月5日，以日文發表]。
- 1942〈小說陳夫人第二部あらわれた血の問題〉，《台湾時報》，267 號，頁 111-118［昭和17年12月，以日文發表］。 。
- 1943〈臺灣俚諺に現れた人の一生〉，《民俗臺灣》，卷3號3，頁11-13 [總第21號，昭和18年3月5日，以日文發表]。
- 1943〈柳田國男、關敬吾著「日本民俗學入門」[書評]〉，《民俗臺灣》，卷3號3，頁42-43 [總第21號，昭和18年3月5日，以日文發表]。
- 1943〈稻田尹「臺灣歌謠集」第一輯[書評]〉，《民俗臺灣》，卷3號7，頁38-39 [總第25號，昭和18年7月5日，以日文發表]。
- 1943〈童養媳〉，《民俗臺灣》，卷3號11，頁38-39 [總第29號，昭和18年11月1日，以日文發表，收入林川夫（編），1990，《民俗臺灣》，臺北：武陵出版社]。
- 1943〈民族の理解〉，《台灣時報》，頁 86-92。
- 1944〈マレーの俚諺〉，《民俗台灣》，卷 4 號 3，頁29-30［總第33號，昭和19年03月1日，以日文發表］。
- 1944〈南方に關する俚諺〉，《民俗台灣》，卷4期11，頁12-14［總第41號，昭和19年11月1日，以日文發表］。
- 1944〈春山行夫著─季節の手帳 [書評]〉，《民俗臺灣》，卷4號12，頁37-38[總第42號，昭和19年12月1日，以日名「山中彰二」並用日文發表]。
- 1945〈俚諺に現れた臺灣及支那の家族生活〉，山中彰二、植松正、田井輝雄、力丸慈圓（編），《臺灣文化論叢》，輯2，頁1-107。臺北：清水書店 [以日名「山中彰二」並用日文發表]。
- 1945〈臺灣民俗の研究と池田敏雄氏の「臺灣の家庭生活」[書評]〉，《民俗臺灣》，卷5號1，頁12-16 [總第43號，昭和20年1月1日，以日名「山中彰二」並用日文發表]。
- 1945〈雜錄〉，《民俗台灣》，卷 5 號 2，頁 16［總第44號，昭和20年2月1日，以日名「山中彰二」並用日文發表］。
- 1947〈臺灣死亡現象之社會學的考察（一）〉，《臺灣文化》，卷2期5，頁15-20。
- 1947〈臺灣死亡現象之社會學的考察（二）〉，《臺灣文化》，卷2期6，頁18-21。
- 1947〈臺灣死亡現象之社會學的考察（三）〉，《臺灣文化》，卷2期7，頁15-20。
- 1947〈臺灣死亡現象之社會學的考察（四）〉，《臺灣文化》，卷2期8，頁15-20。
- 1947〈臺灣死亡現象之社會學的考察（五）〉，《臺灣文化》，卷2期9，頁18-21。
- 1947〈臺灣死亡現象之社會學的考察（完）〉，《臺灣文化》，卷3期1，頁22-26。
- 1948〈臺灣山地同胞生活情形之民族學的展觀〉，《臺大校刊》，卷19。
- 1948〈學童的結核症〉，《臺灣文化》，卷3期8，頁2。
- 1948〈臺灣史料的整理〉，《臺灣文化》，卷3期7，頁 2、32 。
- 1949〈諺語之社會學研究〉，《人文科學論叢》，期1，頁271-282。
- 1949〈從諺語看人的一生〉，《臺灣文化》，卷5期2，頁35-49。
- 1950〈從諺語看中國人的天命思想〉，《臺灣文化》，卷6期2，頁21-45。
- 1953〈美國加拿大社會福利調查概況〉，《中國內政》，卷5期1，頁39-40。
- 1954〈文獻委員會應有的工作〉，毛一波（編），《修志方法論集》，頁1-34，臺北：方志研究會。
- 1954〈富田芳郎先生的臺灣鄉村都市研究〉，《南瀛文獻》，卷1期2，頁44-45。
- 1955〈W.S. & E.S. Woytinsky: World Population & Production: Trends and Outlook（1953）[書評]〉，《臺大考古人類學刊》，期5，頁68。
- 1955〈G.W. Barclay: Colonial Development & Population in Taiwan [書評]〉，《臺大考古人類學刊》，期5，頁68-69。
- 1955〈臺灣的人口變遷（臺灣的人口增加與社會變遷下篇）〉，《臺大考古人類學刊》，期6，頁1-25。
- 1955〈臺灣的人口增加與社會變遷〉，《臺大考古人類學刊》，期5，頁1-19。
- 1956〈性比例與年齡─臺灣人口演變與社會變遷的幾個事實〉，《民間知識》，卷100，頁27-33。
- 1956〈大學教學中的社會學、社會心理學、人類學〉，《教育與文化》，卷13期1，頁24-30。
- 1956〈Social Change in Taiwan（臺灣的社會變遷）〉，《Studia Taiwanica（臺灣研究）》，期1，頁19-20。[英文發表]
- 1956〈新方志與舊方志〉，《臺北文物》，卷5期1，頁1-6。
- 1956〈W.S. & E.S. Woytinsky : World Commerce & Governments, Trends and Outlook （1955）[書評]〉，《臺大考古人類學刊》，期7，頁71-72。
- 1957〈社會學名稱的演變〉，《學術季刊》，卷6期1，頁46-50。
- 1957〈Diffusion and acceptance of modern western artistic and intellectual expression in Taiwan（新學藝之傳播與接授在臺灣）〉，《Studia Taiwanica（臺灣研究）》，期2，頁1-6。[英文發表]
- 1958〈姓氏族譜宗親會〉，陳紹馨（編），《臺灣陳大宗祠德星堂重修紀念特刊》，頁197-208，臺北：陳德星堂。
- 1958〈南亮三郎主編：人口大事典[書評]〉，《臺大考古人類學刊》，期11，頁104。
- 1959〈現在世界各國之人口〉，《華僑青年》，卷2期1，頁6-9。
- 1961〈臺灣婦女生育力調查報告〉，《中國人口學會會刊》，卷1，頁2-6。
- 1961〈「浪費型」生育與「節約型」生育〉，《家庭計畫月報》。
- 1961〈Prospects for demographic controls in Taiwan（臺灣人口控制的展望）〉，《Asian Survey（亞洲眺望）》，卷1期6，頁16-19。[英文發表]
- 1962〈Migration of Chinese from Fukien to Philippines under the Spanish Colonization and to Taiwan under the Dutch Colonization: An Analysis of their Pattern of Development and their Correspondences〉，《International Association of Historians of Asia第二屆亞洲歷史學家會議論文集》，頁459-468。
- 1962〈臺灣人口問題〉（郭愛玉譯），《臺灣風物》，卷12期1，頁13-17。
- 1962〈西荷殖民主義下菲島與臺灣之福建移民〉，《臺灣文獻》，期2，頁10-16。
- 1962〈臺灣人口史的幾個問題〉，《臺灣文獻》，卷13期2，頁110-119。
- 1963〈How the Chinese Came to Taiwan（中國人怎樣來臺灣）〉，《Free China Review（自由中國評論）》，卷13期2，頁31-36。[英文發表]
- 1963〈最近十年間臺灣之都市化趨勢與臺北都會區域的形成〉，《臺灣文獻》，期5，頁1-21。
- 1963〈Pattern of Fertility in Taiwan: Report of a Survey made in 1957（臺灣婦女生育的類型）〉（與Yao-Tung Wang王耀東、Frederic Joseph Foley合著），《社會科學論叢》，期13，頁209-294。[英文發表]
- 1963〈The Trend of Urbanization and the Formation of a Metropolitan Area in Taiwan during the Last Decade（最近十年間臺灣之都市化趨勢與都會區域的形成）〉，《臺灣大學社會學刊》，期1，頁59-79。[英文發表]
- 1964〈談談社會調查〉，《社會導進》，卷1期2，頁1、4-5。
- 1965〈臺北市古亭區家庭調查報告〉（與李增祿合著），《臺灣大學社會學刊》，期2，頁71-91。
- 1965〈臺灣人口：其歷史的、社會的背景與其組合〉，葛利亞（編），《臺灣之社會經濟概況》，頁1-8，臺北：臺灣基督教福利會。
- 1966〈Taiwan as a Laboratory for the Study of Chinese Society and Culture（中國社會文化研究的實驗室：臺灣）〉，《中央研究院民族學研究所集刊》，期14，頁1-14。[中英文發表]
- 1968〈外國學者的臺灣社會文化研究〉，《民族學通訊》，期8，頁8-16。[遺稿、李亦園整理補充]
- 1995〈玄壇爺在臺灣〉，高賢治（編），《臺灣宗教》，頁331-335，臺北：眾文圖書。

### 其他
- 1946〈法治與人治〉，《臺灣新生報》[1946年3月3日]。
- 1948〈玄壇爺〉，《公論報》副刊「臺灣風土』，版6 [1948年5月10日]。
- 1948〈鬥石考〉，《公論報》副刊「臺灣風土』，版6 [1948年7月19日]。
- 1948〈科學和社會生活〉，《公論報》副刊「臺灣風土』，版6 [1948年9月5日]。
- 1948〈臺灣山地同胞生活情形之民族學的展觀〉，《公論報》副刊「臺灣風土』，版6 [1948年10月26日]。
- 1950《瑞岩民族學初步調查報告》。臺灣省文獻委員會委託。
- 1951〈裨海紀遊中的高山族記事〉，《公論報》副刊「臺灣風土』，版6 [1951年11月16日]。
- 1958〈臺灣居民的繁衍與其籍貫與姓氏〉，《中華日報》[1958年10月25日]。
- 1958《臺灣陳大宗祠德星堂重修紀念特刊》。臺北：重修紀念特刊編輯委員會。
- 1961〈人口問題的新看法〉，《大華晚報》。
- 1961〈Facing our Population Problem〉，《China News》 [1961年1月17日]。
- 1961〈民間文化與諺語研究〉，《聯合報》，版6 [1962年3月15日]。
- 1964〈人民志人口篇〉，《臺灣通志稿》，卷2。臺中：臺灣省文獻委員會。
- 1964《臺灣社會成層和社會變動研究趨勢的報告》。東亞各國社會層化與社會變動國際討論會委託。
- 1965《臺灣人口與姓氏的分佈：社會變遷的基本指標》（與傅瑞德合著）。美國國家科學基金會委託。
- 1972〈人民志人口篇〉，《臺灣省通誌》（莊金德 增修），卷2，冊2。臺中：臺灣省文獻委員會。

## 家族
- 陳紹馨之父陳定國為臺北汐止仕紳，戰後曾任首任臺北縣參議會議長。[12]:313
- 陳紹馨之妻黃阿嬌為臺南仕紳黃欣次女。[12]:313黃欣三女黃婉華嫁給京都帝大畢業的蔡西坤，蔡西坤戰後在陳紹馨介紹下，任教於臺大法律系。[12]:313

## 延伸閱讀
- 中央研究院社會研究所，《臺灣社會學家─陳紹馨 （页面存档备份，存于）》。
- 文化部，《臺灣大百科全書─陳紹馨 （页面存档备份，存于）》。
- 國家圖書館，《臺灣人物小傳─陳紹馨 （页面存档备份，存于）》。
- 政治大學圖書館，《民俗臺灣─陳紹馨 （页面存档备份，存于）》。
- 臺灣民俗文物辭典，《陳紹馨 （页面存档备份，存于）》。
- 中央研究院「日治臺灣哲學與實存運動」研究計畫，《日治時期臺灣哲學文獻清單列表 （页面存档备份，存于）》。
- 臺灣大學哲學系，《臺灣哲學研究資料庫 （页面存档备份，存于）》。
- 開拓文教基金會，《陳紹馨─臺灣社會學界的先驅 （页面存档备份，存于）》。
- 邱花妹，〈這個島就是實驗室─陳紹馨 （页面存档备份，存于）〉，《天下雜誌》，期200。
- 臺灣大學社會學系，《從「實驗室的臺灣」到臺灣研究的深化：紀念陳紹馨教授百年冥誕研討會 2006-11-18 （页面存档备份，存于）》。
- 汐止區公所，《陳定國（陳紹馨父）街長古厝 （页面存档备份，存于）》。
- JERRY的社會觀察與學習筆記，《新明正道哀悼陳紹馨逝世文 （页面存档备份，存于）》。
- 中生勝美，2006，〈陳紹馨的經歷與臺灣社會科學的轉變〉，《從「實驗室的臺灣」到臺灣研究的深化：紀念陳紹馨教授百年冥誕研討會》。臺灣大學社會學系，2006年11月18日。
- 中生勝美，2009，〈陳紹馨の人と学問：臺湾知識人の戦前と戦後〉，《桜美林大学紀要：日中言語文化》，卷7，頁53-93。
- 傅瑞德，1966，〈敬悼陳紹馨教授頌詞〉，《臺灣風物》，卷16期6 [民國55年12月25日]。
- 張政遠，2016，〈陳紹馨的哲學思想〉，洪子偉（編），《存在交涉：日治時期的臺灣哲學》，頁235-250。臺北：聯經。
- 徐正光，1991，〈一個研究典範的形成與變遷：陳紹馨「中國社會文化研究的實驗室─臺灣」一文的重探〉，《中國社會學刊》，期15，頁29-40。
- 戴寶村，1987，〈臺灣社會學界的先驅〉，張炎憲、李筱峰、莊永明（編），《臺灣近代人名誌》，冊1，頁217-231。臺北：自立晚報。
- 李增祿，1966，〈重學術輕生命的陳紹馨博士〉，《臺灣風物》，卷16期6 [民國55年12月25日]。朱鋒，1966，〈敬悼陳紹馨博士〉，《臺灣風物》，卷16期6 [民國55年12月25日]。黃天橫，1966，〈紹馨官之追憶〉，《臺灣風物》，卷16期6 [民國55年12月25日]。盧嘉興，1966，〈悼念陳紹馨博士〉，《臺灣風物》，卷16期6 [民國55年12月25日]。毛一波，1966，〈陳紹馨先生輓詞〉，《臺灣風物》，卷16期6 [民國55年12月25日]。陳學而，1966，〈陳紹馨先生年譜〉，《臺灣風物》，卷16期6 [民國55年12月25日]。
- 楊雲萍，1966，〈陳紹馨君的追憶〉，《臺灣風物》，卷16期6 [民國55年12月25日]。吳新榮，1966，〈陳紹馨同學的回憶〉，《臺灣風物》，卷16期6 [民國55年12月25日]。
- 江家錦，1967，〈追憶陳紹馨博士〉，《臺灣風物》，卷17期1，
- 范燕秋，2002，《臺灣放輕鬆（11）─學術臺灣人》。臺北：遠流。
- 諸家，1966，〈悼陳紹馨先生的輓辭〉，《臺灣風物》，卷16期6 [民國55年12月25日]。
- 謝國雄，2006，〈從「代用品」、「實驗室」到本地風光：陳紹馨與當代臺灣社會研究〉，《從「實驗室的臺灣」到臺灣研究的深化：紀念陳紹馨教授百年冥誕研討會》。臺灣大學社會學系，2006年11月18日
- 陳奇祿，1966，〈 追憶紹馨先生〉，《臺灣風物》，卷16期6 [民國55年12月25日]。
- 黃柏誠，2019，〈陳紹馨的市民社會理論與社會文化實驗室概念〉，洪子偉、鄧敦民（編），《啟蒙與反叛─臺灣哲學的百年浪潮》。臺北：國立臺灣大學出版中心。